# Ring 's-Hertogenbosch
De Ring 's-Hertogenbosch ligt rondom de stad 's-Hertogenbosch. De A2 tussen Knooppunt Vught en Knooppunt Empel, de A59 van afslag 's-Hertogenbosch-West tot Knooppunt Empel, de Vlijmenseweg en de Randweg van aansluiting 's-Hertogenbosch-West tot aan Knooppunt Vught vormen de ring rondom de stad.

## Verbindingen
De ring heeft aansluitingen met de volgende verbindingen (met de klok mee):
- , richting Utrecht
- , richting Oss en Nijmegen
- , richting Veghel
- , richting Eindhoven
- , richting Vught en Tilburg
- , richting Waalwijk

Door toenemende congestie op de ring, is in 1996 besloten de A2 tussen de Maasbrug bij Empel en knooppunt Vught te verbreden. Deze verbreding is in 2010 gereed gekomen.
Dit deel van de ringweg is tussen 2007 en 2009 verbouwd tot een snelweg met vier rijbanen met elk twee rijstroken, waarbij er twee rijbanen voor lokaal verkeer bedoeld zijn en twee voor doorgaand verkeer. Knooppunt Empel was een omgekeerd trompetknooppunt en werd omgebouwd tot een half turbineknooppunt met twee fly-overs. Knooppunt Hintham was eveneens een omgekeerd trompetknooppunt en is omgebouwd tot een half sterknooppunt met een fly-over en een dive-under.
Ten westen van de stad is op 18 maart 2011 de Randweg 's-Hertogenbosch - Vught geopend. Deze weg gaat voor een gedeelte langs de rand van het natuurgebied de Gement. Het Willemsplein, het Wilhelminaplein en de Vughterweg ten zuiden van de stad worden daarmee ontlast, waardoor het verkeer sneller de stad in- en uit kan rijden.
Almelo · Almere · Alkmaar · Alphen aan den Rijn · Apeldoorn · Assen · Barendrecht · Bergen op Zoom · Den Haag · Dordrecht · Eindhoven · Enschede · Groningen · 's-Hertogenbosch · Hilversum · Hoofddorp · Houten · Leeuwarden · Oud-Beijerland · Parkstad Limburg · Sneek · Tilburg · Utrecht · Weert · Zoetermeer · Zwolle

Ringwegen geheel uitgevoerd als autosnelweg: Amsterdam · Rotterdam

Opgeheven: Maastricht